# スティーブ・ジャクソン (ラインバッカー)
スティーブ・ジャクソン（英語: Stephen Franklin Jackson、1942年12月8日- ）は、テキサス州マッキニー出身のアメリカンフットボール選手。ポジションはラインバッカー。
テキサス大学、NFLのワシントン・レッドスキンズでプレーした。